# صفر مخلفات زراعية
صفر مخلفات زراعية هو نمط من أنماط الزراعة المستدامة، من شأنه تحسين استخدام الممالك الطبيعية الخمس، أي النباتات والحيوانات والبكتيريا والفطريات والطحالب، لإنتاج الأغذية ذات التنوع البيولوجي والمغذيات وتوليد الطاقة في دورة متكاملة تآزرية من أجل العمل على جعل مخلفات كل عملية مادة أولية لعملية أخرى.

## تاريخ
وأثبت نظرية تكامل البرك المؤكسدة الضحلة التي ينمو فيها الطحالب المجهارية كل من جولويكي واوزوالد في ستينيات القرن العشرين. وقد يعزى الفضل الكبير في تطبيق هذه الأنظمة على نطاق واسع عالميًا إلى البروفيسور جورج لاي تشان (02 مارس 1924 / موريشيوس - 08 أكتوبر 2016 / موريشيوس)، وفقا لمبادرة بحوث الانبعاثات الصفرية. وتطبق الآن نظام صفر مخلفات زراعية كل من الصين (وتعرف باسم الزراعة الإيكولوجية)، وكولومبيا (باستخدام النظم المتكاملة لإدارة الأغذية والنفايات) وفيجي (باستخدام نظم الزراعة المتكاملة) ، والهند (الزراعة المتكاملة لإنتاج الغاز الحيوي) ، وجنوب أفريقيا (وتعرف بمبادرة الإفريقية في مجال التكنولوجيا الحيوية والزراعة الإيكولوجية) وكذا موريشيوس. اعتمدت الحكومة البرازيلية نظامًا زراعيًا متكاملاً باعتباره تقنية اجتماعية رئيسية لرفع مستوى المزارعين المهمشين ومزارعي الكفاف وذلك بالتنسيق مع معهد پارانا الاتحادي للتكنولوجيا.
ويدمج نظام صفر مخلفات زراعية مختلف الممارسات للزراعة الإيكولوجية الناضجة التي توفر توازنًا متكاملًا بين خلق فرص العمل، والحد من الفقر، وتحقيق الأمن الغذائي، وأمن الطاقة، والحفاظ على المياه، والحد من التغيرات المناخية، وتحقيق أمن الأراضي ورعايتها.

## الممارسة

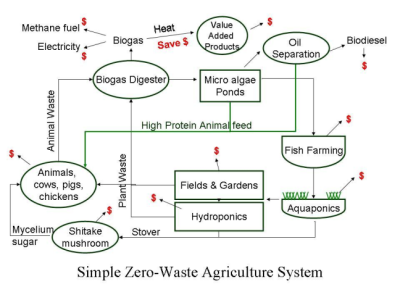
نظام صفر مخلفات زراعية بسيط

تُمارس الزراعة ذات صفر مخلفات على الوجه الأمثل في المزارع الصغيرة التي تملكها وتديرها الأسر والتي يتراوح حجمها بين هكتار واحد وخمسة هكتارات، كما تمثل إضافة للزراعة التقليدية وتربية الحيوانات باعتبارها أسلوبًا مطبقًا في معظم مجتمعات العالم الثالث. ويحافظ أسلوب صفر مخلفات زراعية أيضاً على النظم المحلية وعلى الممارسات والقيم الثقافية القائمة في مجال الزراعة.
ويحقق صفر مخلفات زراعية توازناً بين الفوائد الاقتصادية والاجتماعية وكذا البيئية حيث أنه:
1. يحسن إنتاج الغذاء على النحو السليم بيئيًا
2. يقلل من استهلاك المياه من خلال إعادة التدوير وخفض التبخر
3. يوفر أمن الطاقة عن طريق استغلال الميثان الحيوي (الغاز الحيوي) واستخراج وقود الديزل الحيوي من الطحالب الدقيقة التي تعد جميعها منتجات ثانوية لإنتاج الغذاء
4. يساعد على الحد من التغيرات المناخية بفضل الانخفاض الهائل في انبعاثات الغازات الدفيئة الناجمة عن الممارسات الزراعية التقليدية وعن استخدام الوقود الأحفوري
5. يقلل من استخدام المبيدات الحشرية من خلال نظام زراعي يقوم على التنوع البيولوجي

## إنتاج النفط والغاز الحيوي من الطالحب
في المناطق ذات المناخ المشمس، قد تنتج تقنية صفر مخلفات زراعية في مزرعة تبلغ مساحتها هكتارًا واحدًا أكثر من ألف لتر من النفط سنويا عن طريق الطحالب المجهرية الكلورية التي تنمو في بركة ضحلة مساحتها 500 م 2 بفضل المخلفات السائلة المتخلفة عن مراجل الغاز الحيوي. ويمكن استخدام مخلفات عالية البروتين المعذي الناتجة عن عملية استخراج النفط كعلف حيواني.